# Campestre de Goiás
Campestre de Goiás es un municipio brasilero del estado de Goiás.

## Historia
Su historia comenzó en 1948 cuando el agricultor Sebastiāo Rodolfo, donó el terreno para la fundación del municipio. En 1950 Antônio José Vieira junto con otros compañeros, construyeron una capilla y en 1950, fue celebrada por el vicario de la Parroquia de Trindade la Primera misa local, que en aquella época ya tenía la denominación de "Poblado do Campestre". En 1951 existía en el Poblado dos comercios, una escuela particular, trinta y cinco y una población de aproximadamente 200 habitantes.
Por estar sobre el margen del Río Campestre, recibió el mismo nombre del Río, el que es conservado hasta el día de hoy, o ya sea, Campestre de Goiás. Fue separado del Municipio de Trindade y creado por la Ley n.º 4722, del 29 de octubre de 1963 e instalado el 1 de enero de 1964.

## Geografía
El Municipio está localizado en la zona del Mato Grueso de Goiás, de terrenos generalmente planos con pequeñas elevaciones. Es bordeado por los siguientes cursos de agua: Río de los Bois, Río Santa María, Arroyo de los Pereiras, Río Campestre, Río Mandaguari y otros de menor volumen.